# Conseil des syndicats de services publics
Le Conseil des Syndicats de Services Publics (COSSEP) est un syndicat de fonctionnaires en République démocratique du Congo. 